# Yasir Al-Rumayyan
Yasir bin Othman Al-Rumayyan, arabiska: ياسر الرميان, född 18 februari 1970 i Burayda, är en saudisk företagsledare som är VD för den saudiska investeringsfonden Public Investment Fund (PIF). Han sitter också i styrelserna för Liv Golf (ordförande); Newcastle United (ordförande); Saudi Aramco (styrelseordförande) och Uber (ledamot). Al-Rumayyan har även varit ledamot i styrelserna för Softbank och Tadawul.
Han har en bakgrund inom bank- och finansbranschen.
Al-Rumayyan avlade examen i redovisning vid King Faisal University och i general management vid Harvard Business School.